# Blå stjärnan (bok)
Blå stjärnan är en roman av Jan Guillou från 2015. Det är den femte delen i romansviten Det stora århundradet som handlar om 1900-talet. De tidigare delarna i romansviten är Brobyggarna, Dandy, Mellan rött och svart och Att inte vilja se.

## Handling
I centrum står äldsta dottern Johanne Lauritzen. Redan i början av kriget arbetade hon som kurir åt den norska Hjemmefronten. Nu befinner hon sig i Stockholms illegala värld av spioneri, svek och förräderi, rekryterad av den brittiska spionorganisationen SOE.
Av brittiska armén befordras hon till kaptens grad. Efter en rad spektakulära sabotageinsatser får hon ansvar för den största och viktigaste operationen: att rädda Norges judar på flykt undan Förintelsen.